# Jim Nisbet
Jim Nisbet (* 20. Januar 1947 in Schenectady, New York; † 28. September 2022 in San Francisco, Kalifornien) war ein US-amerikanischer Schriftsteller.

## Leben und Werk
Nisbet veröffentlichte neben Romanen, Lyrik und Theaterstücken auch Artikel, Essays und Shortstorys in Zeitungen, Zeitschriften und Anthologien sowie ein Sachbuch über Bau und Design retro-futuristischer Möbel. Seine Romane werden auch in Deutschland, Frankreich, Japan, Italien, Polen, Russland, Ungarn, Rumänien und Griechenland verlegt. Nachdem er fünfzig Jahre mit seiner Frau in San Francisco gelebt hatte, zog das Paar 2017 nach Sausalito.

## Veröffentlichungen

### Romane
- The Gourmet, 1981 (Neuveröffentlichung als The Damned Don’t Die, 1986)
- Lethal Injection, 1987
  - Tödliche Injektion, deutsch von Angelika Müller, Pulp 32, Pulp Master, Berlin 2010, ISBN 978-3-927734-45-6
- Death Puppet, 1989
- Ulysse’s Dog, 1992 (Neuveröffentlichung als The Spider’s Cage, 2012)
- The Price of the Ticket ou You Stiffed Me, 1997
- Prelude to a Scream, 1997
- The Syracuse Codex, 2004
- Dark Companion, 2004
  - Dunkler Gefährte, deutsch von Angelika Müller und Frank Nowatzki, Pulp 28, Pulp Master, Berlin 2009, ISBN 978-3-927734-42-5
- The Octopus on My Head, 2007
  - Der Krake auf meinem Kopf, deutsch von Angelika Müller, Pulp 35, Pulp Master, Berlin 2014, ISBN 978-3-927734-48-7
- Windward Passage, 2010
- A Moment of Doubt, 2010
- Old & Cold, 2012
- Snitch World, 2013
  - Welt ohne Skrupel, deutsch von Ango Laina und Angelika Müller, Pulp 39, Pulp Master, Berlin 2019, ISBN 978-3-927734-63-0
- Powerball, 2020
  - Powerball, Pulp 57, Pulp Master, Berlin 2024, ISBN 978-3-946582-12-0

### Lyrik
- Poems for a Lady, 1977
- Morpho, mit Alastair Johnston, 1983
- Gnachos for Bishop Berkeley, 1980
- Small Apt, mit Fotografien von Shelly Vogel, 1992
- Across the Tasman Sea, 1997
- Sonnets

### Theaterstücke
- Valentine
- Note from Earth
- WonderEndz
- SmackVision
- Alas, Poor Yorick

### Sachbuch
- Laminating the Conic Frustum, Transitional Face, Berkeley, 1991[6][7]

## Nominierungen
- 2013 Spinetingler's Best Novella/Short Novel Award für Old & Cold
- 2010 Best International Fiction Preis vom Freitag für Dark Companion
- 2006 Hammett-Preis für Dark Companion
- Pushcart Prize in short fiction (drei Mal)
- 30th Annual Northern California Book Awards für A Moment of Doubt
- 65th Grand Prix de Littérature Policier für Windward Passage unter dem französischen Titel Traversée vent debout

## Auszeichnungen
- 2010 Best Science Fiction Award im Rahmen des San Francisco Book Festivals für Windward Passage
- Pangolin Papers Annual Fiction Award (zwei Mal)[8]

## Pressestimmen
„Jim Nisbet ist einer dieser Autoren, für die es keinen Platz zu geben scheint im modernen Literaturbetrieb. Seit rund dreißig Jahren schreibt der Mann – Gedichte, Theaterstücke, Kriminalromane – quasi unter Ausschluss der Öffentlichkeit. Nicht weil er es will. Sondern weil die Leser etwas anderes wollen: melancholisch sinnierende Kommissare, die sich durch sinnfreie Killerplots quälen, oder als Krimis getarnte Reise- und Gourmetführer.“